# Зимске олимпијске игре 1948.
V Зимске олимпијске игре су одржане 1948. године у Ст. Морицу, у Швајцарској. Биле су то друге Зимске олимпијске у том граду, након Зимских олимпијских игара 1928. Церемонија отварања и затварања игара, као и одигравање неких спортова одржало се на клизалишту у Санкт Морицу.
Након паузе од пуних 12 година узроковане Другим светским ратом Зимске олимпијске игре су доживеле ново издање. Због још свежих ратних успомена обе Немачке, али и Јапан су замољени да не учествују на играма.
У програм игара је уврштено такмичење у скелетону, спорту који ће се следећи пут на Зимским олимпијским играма одржати тек на играма у Солт Лејк Ситију 2002.
У такмичарском програму су се истакнули следећи појединци и тимови:
- Само су два такмичара успела освојити злато у више дисицплина: по два злата су освојили алпски скијаш Хенри Ореилер из Француске те тркач на скијама Мартин Лундстром из Шведске.
- Уметничким клизањем су доминирали такмичари из Северне Америке. Код жена је победила Барбара Ан Скот из Канаде, а код мушкараца Дик Батон из САД.
- Представници Норвешке су освојили све три медаље у скијашким скоковима.

## Списак спортова
| - Алпско скијање - Боб - Брзо клизање - Хокеј на леду - Уметничко клизање |  | - Нордијско скијање: - Скијашко трчање - Нордијска комбинација - Скелетон - Скијашки скокови |

Демонстрацијски спортови су били војна патрола (спорт сличан биатлону) али и зимски петобој (спорт који укључује алпско скијање, скијашко трчање, мачевање, стрељаштво и коњички спорт).

## Списак поделе медаља
(Медаље домаћина посебно истакнуте)
| Зимске олимпијске игре Ст. Мориц 1948. | Зимске олимпијске игре Ст. Мориц 1948. | Зимске олимпијске игре Ст. Мориц 1948. | Зимске олимпијске игре Ст. Мориц 1948. | Зимске олимпијске игре Ст. Мориц 1948. | Зимске олимпијске игре Ст. Мориц 1948. |
| -------------------------------------- | -------------------------------------- | -------------------------------------- | -------------------------------------- | -------------------------------------- | -------------------------------------- |
| Пласман                                | Држава                                 | Злато                                  | Сребро                                 | Бронза                                 | Укупно                                 |
| 1                                      | Норвешка                               | 4                                      | 3                                      | 3                                      | 10                                     |
| 1                                      | Шведска                                | 4                                      | 3                                      | 3                                      | 10                                     |
| 3                                      | Швајцарска                             | 3                                      | 4                                      | 3                                      | 10                                     |
| 4                                      | Сједињене Америчке Државе              | 3                                      | 4                                      | 2                                      | 9                                      |
| 5                                      | Француска                              | 2                                      | 1                                      | 2                                      | 5                                      |
| 6                                      | Канада                                 | 2                                      | 0                                      | 1                                      | 3                                      |
| 7                                      | Аустрија                               | 1                                      | 3                                      | 4                                      | 8                                      |
| 8                                      | Финска                                 | 1                                      | 3                                      | 2                                      | 6                                      |
| 9                                      | Белгија                                | 1                                      | 1                                      | 0                                      | 2                                      |
| 10                                     | Италија                                | 1                                      | 0                                      | 0                                      | 1                                      |
| 11                                     | Чехословачка                           | 0                                      | 1                                      | 0                                      | 1                                      |
| 11                                     | Мађарска                               | 0                                      | 1                                      | 0                                      | 1                                      |
| 13                                     | Велика Британија                       | 0                                      | 0                                      | 2                                      | 2                                      |
| Укупно                                 | Укупно                                 | 22                                     | 24                                     | 22                                     | 68                                     |